# Pontecesures
Pontecesures est une commune de la province de Pontevedra en Espagne située dans la communauté autonome de Galice.

## Monuments
- La sculpture monumentale Atios II de Manolo Paz.